# Касетні засоби ураження

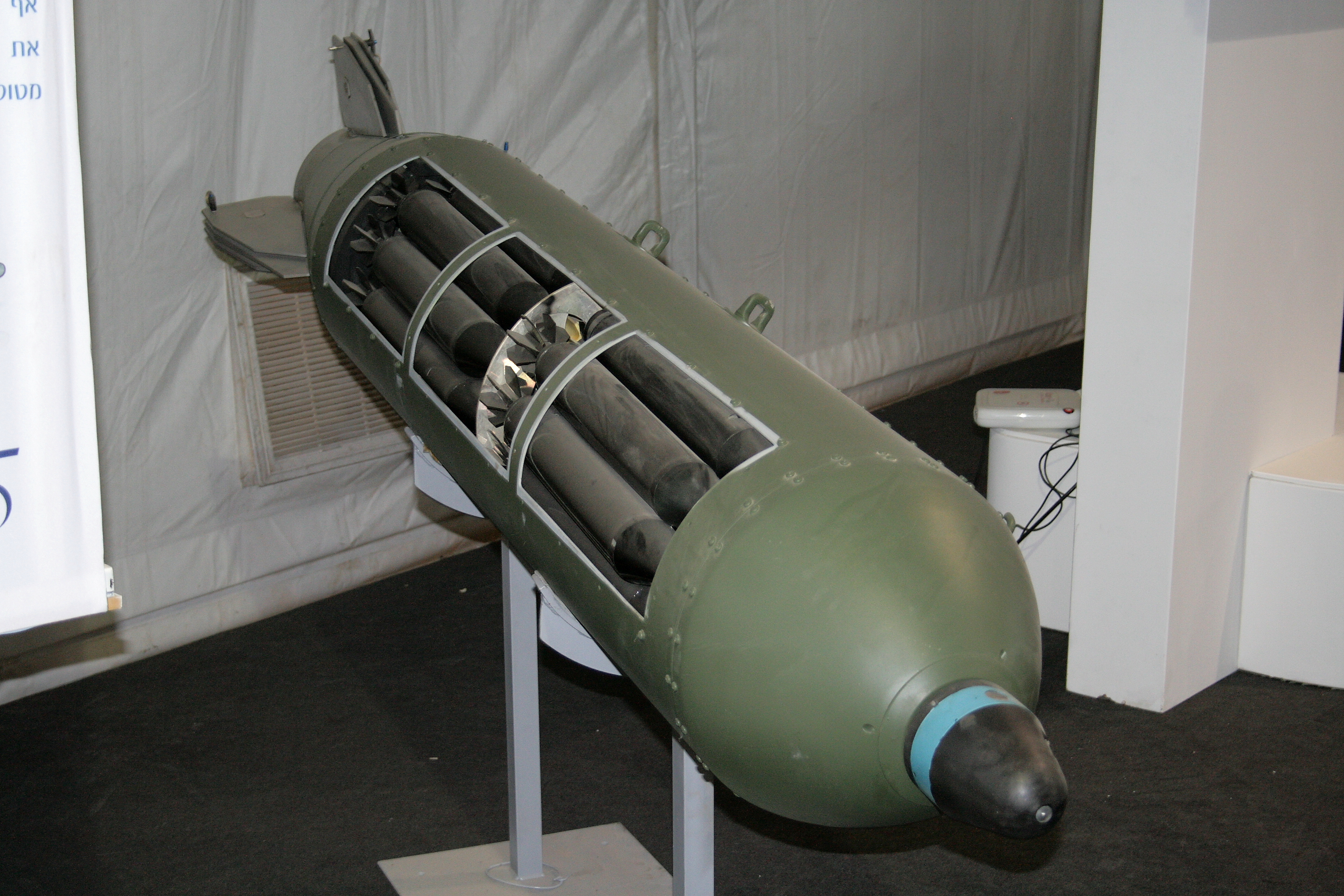
Касетна авіабомба «Runway», всередині якої видно окремі бойові елементи (суббоєприпаси)

Касетні засоби ураження (касетні бомби, касетні боєприпаси, касетні снаряди) — засоби ураження, різновид контейнера, що містять від двох до кількох сотень однотипних касетних бойових елементів (КБЕ, суббоєприпасів), які розкидаються на заданій висоті над поверхнею землі. Розкидані над певною територією бойові елементи забезпечують ураження більшої площі в порівнянні з боєприпасом-моноблоком.
Касетні конструкції здобули поширення у всіх видах засобів ураження — це і авіабомби і артилерійські снаряди, і реактивні снаряди РСЗВ та головні блоки тактичних ракет.
Касетні засоби ураження можуть бути використані як для ураження цілі в момент обстрілу, так і дистанційного мінування.
Слід зазначити, що окрім одноразових касетних засобів ураження, існують багаторазові касетні контейнери, які кріплять на бойові літаки й призначені для розкидання касетних бойових елементів (наприклад, КМГУ-2, MW-1 та інші).

## Бойові елементи

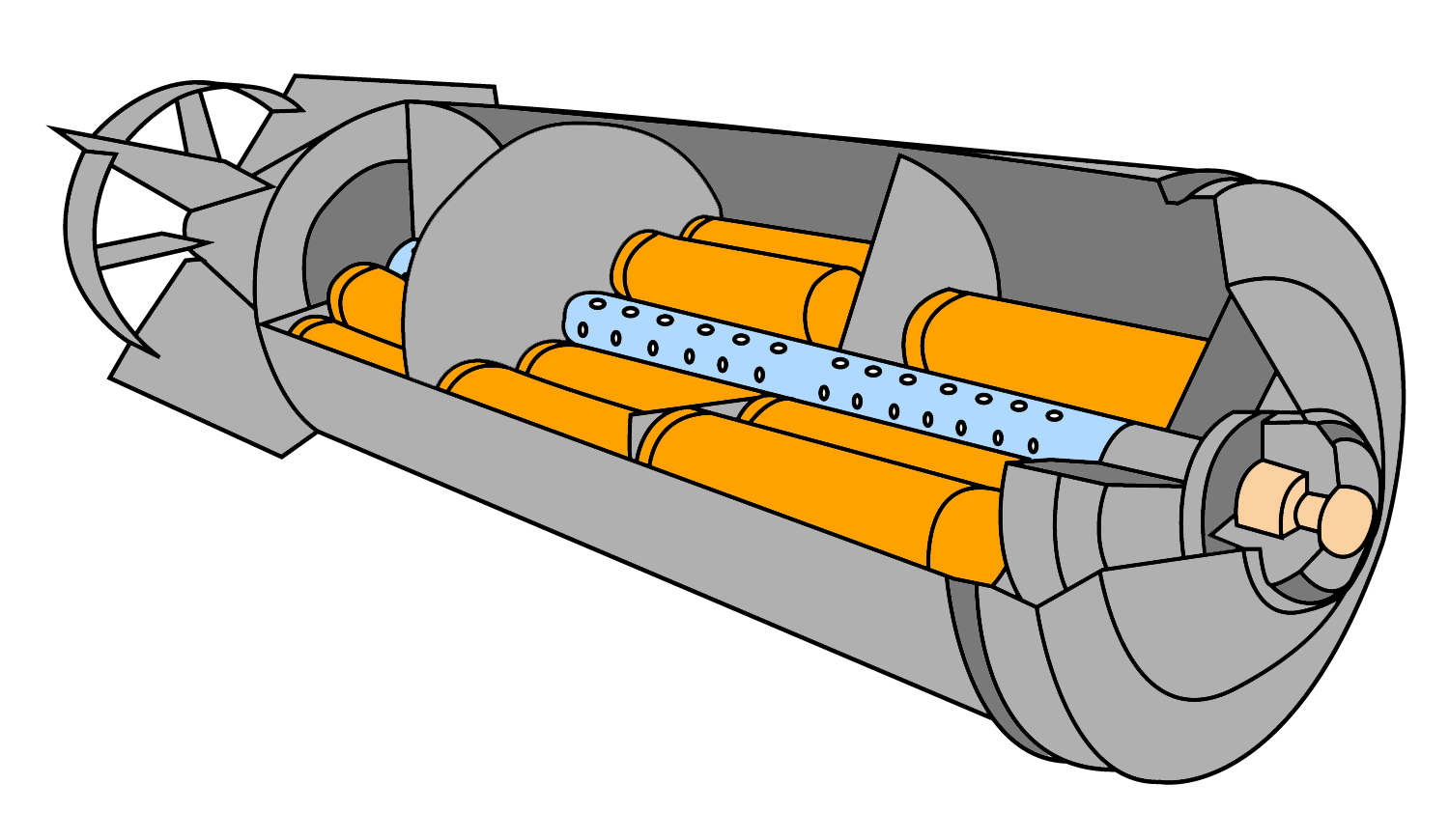
Схематична будова касетної авіабомби РБК-250: всередині міститься перфорована трубка з вишибним зарядом, який підривається із заданою затримкою. Площа ураження залежить від висоти, з якої відбувається розкидання, швидкості обертання бомби тощо.

Касетні бойові елементи за їхніми найважливішими ознаками можна поділити так:
- наявність системи керування — некеровані бойові елементи вільного розсіювання або керовані (зазвичай для ураження броньованих цілей)
- форма — симетричні навколо осі (сферичні, овальні, циліндричні, тощо) та асиметричні (секторної форми, «пелюстки», тощо)
- спосіб орієнтування в польоті — з гіроскопічною стабілізацією (розкручування бойового елементу відбувається в польоті завдяки його конструктивним особливостям) або ж аеродинамічною стабілізацією (можуть мати стабілізатори у вигляді пір'я, стрічки, парашуту, тощо)
- спосіб викидання бойових елементів із касетних засобів ураження — через торець корпусу контейнера, або ж в радіальному напрямі внаслідок детонації розтягнутого вишибного заряду
- місце підриву бойових елементів — наземного підриву (контактний підривач), з підкиданням після удару об землю, або ж бойові елементи з траєкторним підривом.

Заради більш рівномірного розкидання бойових елементів у деяких касетних боєприпасах використано двоетапне розкидання: спочатку відбувається розкидання проміжних блоків, а вже із них відбувається розпорошення касетних бойових елементів.

## Типи касетних боєприпасів

### Запалювальні

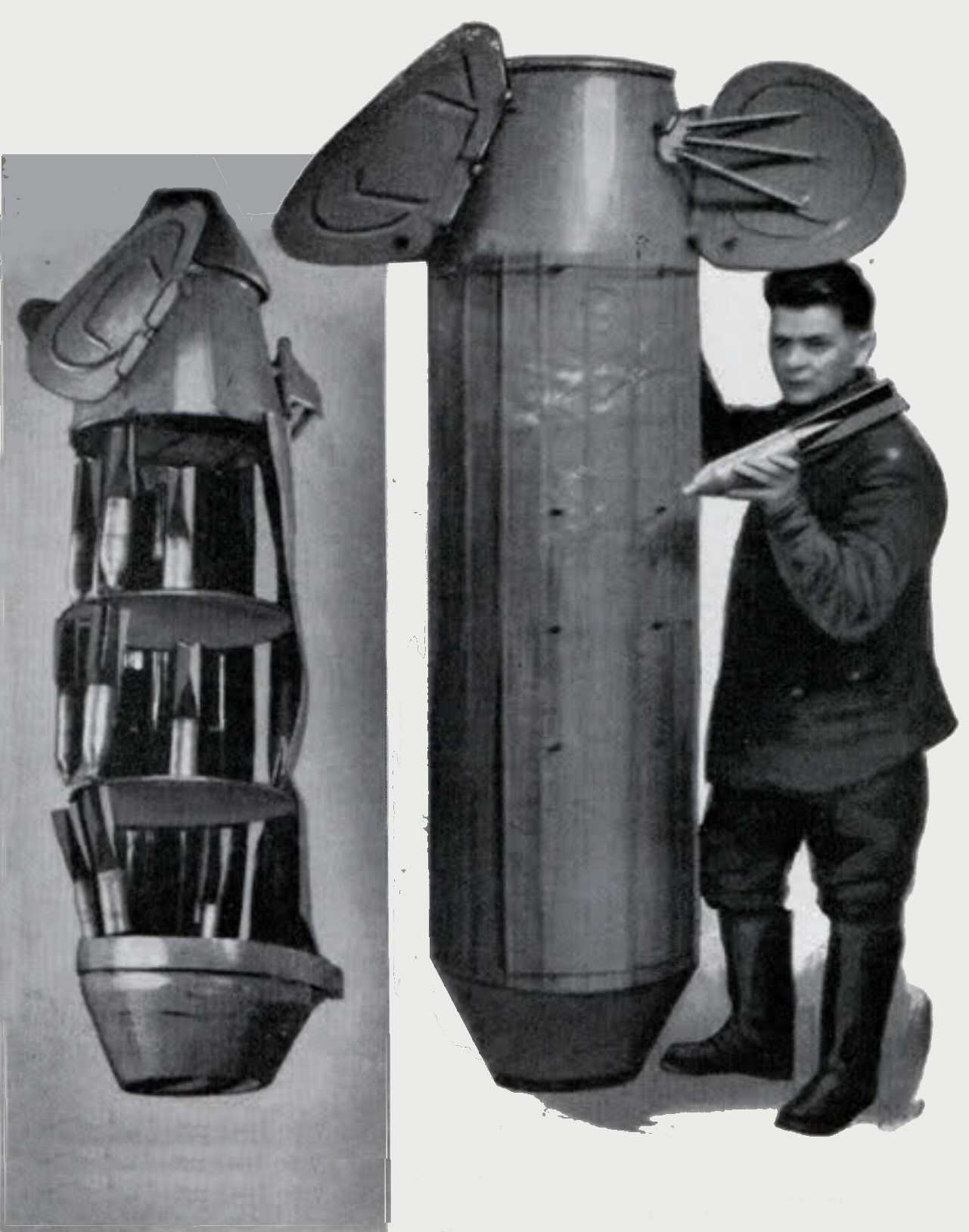
РРАБ-3, так званий «Хлібний кошик Молотова», — одна з перших запалювальних касетних авіаційних бомб

Дія запалювальних касетних бомб подібна до дії конвенційних запалювальних бомб. Вони розраховані для підпалів об'єктів і містять, як правило, білий фосфор чи напалм, як також протипіхотні та протитанкові елементи для послаблення опору ворога. Перед тим, як скидати на міста, застосовують конвенційні вибухові бомби з метою зруйнування дахів та мурів будинків щоб уражати займисті матеріали.
Одним з перших прикладів таких бомб, був так званий «Хлібний кошик» Молотова, що вперше застосував Радянський Союз в ході війни проти Фінляндії узимку 1939—1940 років.

### Протипіхотні
Протипіхотні касетні бомби використовують осколкові бомбочки і розраховані для знищення м'яких неброньованих цілей. Цей тип касетної бомби разом із запалювальною були першими, що їх виготовляли німці в Другу світову війну. Їх разом з часовим механізмами та підривними пастками горезвісно використовували під час так званого Блітц-кріґ для того, аби призупинити гасіння пожеж та внормування життя після бомбардувань. Для атакування траншей до них додавались контактні детонатори.
Цей тип зброї поширено застосовувався під час В'єтнамської війни, де скинули мільйони тонн боєприпасів на Лаос, Камбоджу та В'єтнам.

### Протитанкові

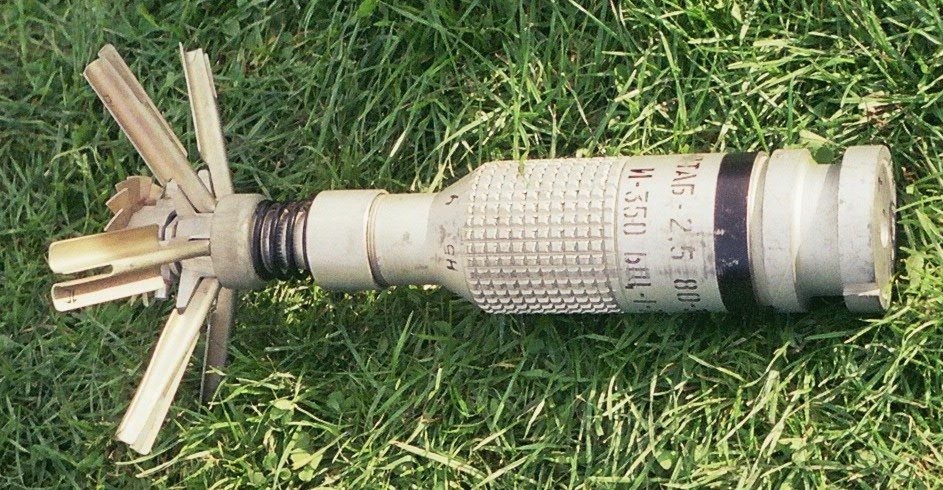
Кумулятивно-осколковий протитанковий касетний бойовий елемент ПТАБ-2.5КО

Більшість бронебійної зброї має кумулятивні боєголовки для пробивання броні танка чи бронемашини. У деяких випадках з метою успішного ураження бронетехніки використовуються керовані снаряди. Сучасні керовані снаряди, як, скажімо, в американському CBU-97 можуть містити з кумулятивні боєголовки або вибухові бронепроникачі.
Некеровані боєснаряди розраховані для ефективного знешкодження траншей та укриттів. Для спрощення виробництва та поліпшення ефективного ураження різних цілей бойові елементи таких касетних боєприпасів виготовляють з осколково-фугасним та кумулятивним ефектом (наприклад, DPICM).
Приклади протитанкових касетних боєприпасів з бойовими елементами, що діють за принципом ударного ядра: разова авіаційна бомбова касета РБК-500 СПБЭ, касетні артилерійські снаряди SMArt 155, XM898 та XM982 SADARM, BONUS, некеровані реактивні снаряди 9М217 з СПБЭ для БМ-21 «Град», 9М55К1 з бойовими елементами «Мотив-3М» для БМ-30 «Смерч», тощо.
У колишньому Радянському Союзі ще в часи Другої світової війни створили низку кумулятивних протитанкових авіаційних бомб (ПТАБ). Згодом були створені касетні авіаційні бомби РБК-250, РБК-500 та контейнер КМГУ для розкидання протитанкових авіаційних бомб калібру 1 та 2,5 кг: ПТАБ-1М, ПТАБ-2,5 КО, ПТАБ-2,5 та самонавідних бойових елементів (СПБЭ).

### Протиаеродромні

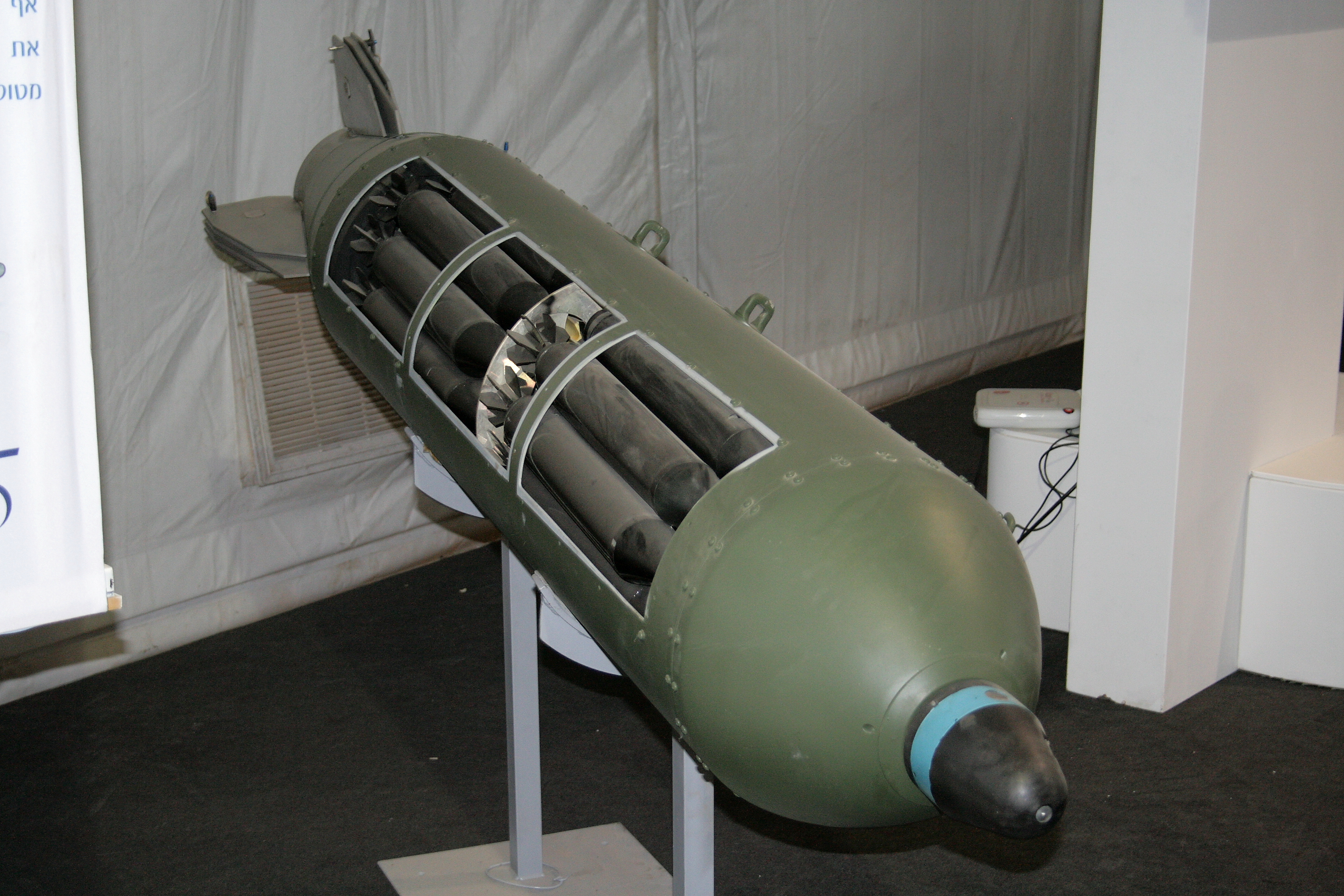
Протиаеродромна касетна бомба

Протиаеродромна касетна бомба, як, скажімо, британська JP233 розрахована на проникнення бетону перед вибухом, що уможливить ушкодити та знищити поверхню злітно-посадкової смуги. У випадку бомби JP233 вона створює кратери за допомогою дворівневих боєголовок, котрі складаються з кумулятивних та звичайних вибухових. Кумулятивна головка створює невеличкий кратер в бетоні після чого його розмір збільшується конвенційними вибуховим пристроєм.
Протиаеродромна зброя переважно застосовується вкупі з протипіхотною, оснащеною часовими механізмами та підривними пастками для сповільнення процесу відновлення злітно-посадкових смуг.

### Мінувальні
Коли застосовується касетна бомба для розкидання мін, то мінні боєприпаси не вибухають одразу, а ведуть себе як звичайні наземні міни. Як правило, така бомба складається з комбінації протипіхотних та протитанкових мін. Оскільки розкидані міни лежать на поверхні землі просто неба, то певні типи протипіхотних мін після падіння на землю викидають розтяжкові дротики при урухомленні яких міни вибухають. Це робиться з метою ускладнити очищення мінних полів.
Певні типи мін мають самоліквідатори, що спрацьовують після періоду 4-48 годин з метою запобігти непрохідності поля битви чи зменшення зусиль у їх знешкодженні після бою.

### Хімічні
Протягом 1950-х та 1960-х років США та Радянський Союз розробили касетні бомби для поширення хімічної зброї. У 1993 році прийнято Конвенцію про заборону хімічної зброї. США та Росія зараз у процесі знищення запасів хімічної зброї. Вони також отримали відтермінування для повного його знищення.

### Електрокоротильні
Електрокоротильна касетна зброя CBU-94/B вперше була застосована американцями у війні в Косово 1999 року. Вона складається з ємності, заповненої 202 боєприпасами BLU-114/B. Кожен такий боєприпас містить невеликий вибуховий заряд для розкидання 147 котушок чудового струмопровідного волокна, як правило, карбонового волокна або покритого алюмінієм скловолокна. Мета такої бомби знеструмити та зруйнувати лінії електропередач через закорочення високовольтних ліній та електричних підстанцій.
У Сербії внаслідок першої атаки вивели з ладу 70 % усього електропостачання. За неперевіреними даними для відновлення однієї трансформаторної підстанції після нападу зі застосуванням струмопровідного волокна залучили 500 людей, що працювали майже 15 годин.

### Листівкові
Бомба LBU-30 розрахована на скидання і поширення великої кількості листівок. (Поширення листівок з літаків є частиною тактики військової пропаганди). Розкидання листівок малими розпорошувальними пристроями касетної бомби уможливлює їх цілеспрямування на конкретну територію, а не рознесення вітром на великі відстані. Касетна бомба LBU-30 містить пристрої SUU-30 для поширення листівок. Самі поширювачі переважно складаються з частин старих бомб. Цей тип касетної бомби тестувався на військово-повітряній базі Eglin у 2000 році і скидався літаком F-16 з висоти 6100 м.

## Принцип дії
Принцип дії касетних снарядів на прикладі 155-мм касетного артилерійського снаряда SMArt 155.
| Фаза | Зображення                                        | Опис |
| ---- | ------------------------------------------------- | --- |
| 1    | Відбувається постріл аналогічний звичайному       | Відбувається постріл касетного снаряда аналогічно звичайному |
| 2    | Снаряд летить в повітрі                           | Снаряд летить в повітрі за звичайною балістичною траєкторією |
| 3    | Механізм відокремлює бойові елементи              | На заданій ділянці траєкторії (таймер, тощо) спеціальний механізм (вишибний заряд) відокремлює бойові елементи від контейнера |
| 4    | Бойові елементи падають вниз                      | Відокремлені від контейнера касетні бойові елементи падають вниз |
| 5    | Для стабілізації можуть бути використані парашути | Для стабілізації в польоті та сповільнення касетні бойові елементи можуть викидати парашути, стрічки, пелюстки, тощо |
| 6    | Підрив касетного бойового елемента                | Протитанкові касетні бойові елементи можуть використовувати спеціальні механізми для пошуку цілей, й приводитись в дію на заданій відстані від них. Осколково-фугасні — вибухати при контакті з поверхнею, запалювальні — займатись й горіти при падінні. |

## Бойове застосування

### Друга світова війна

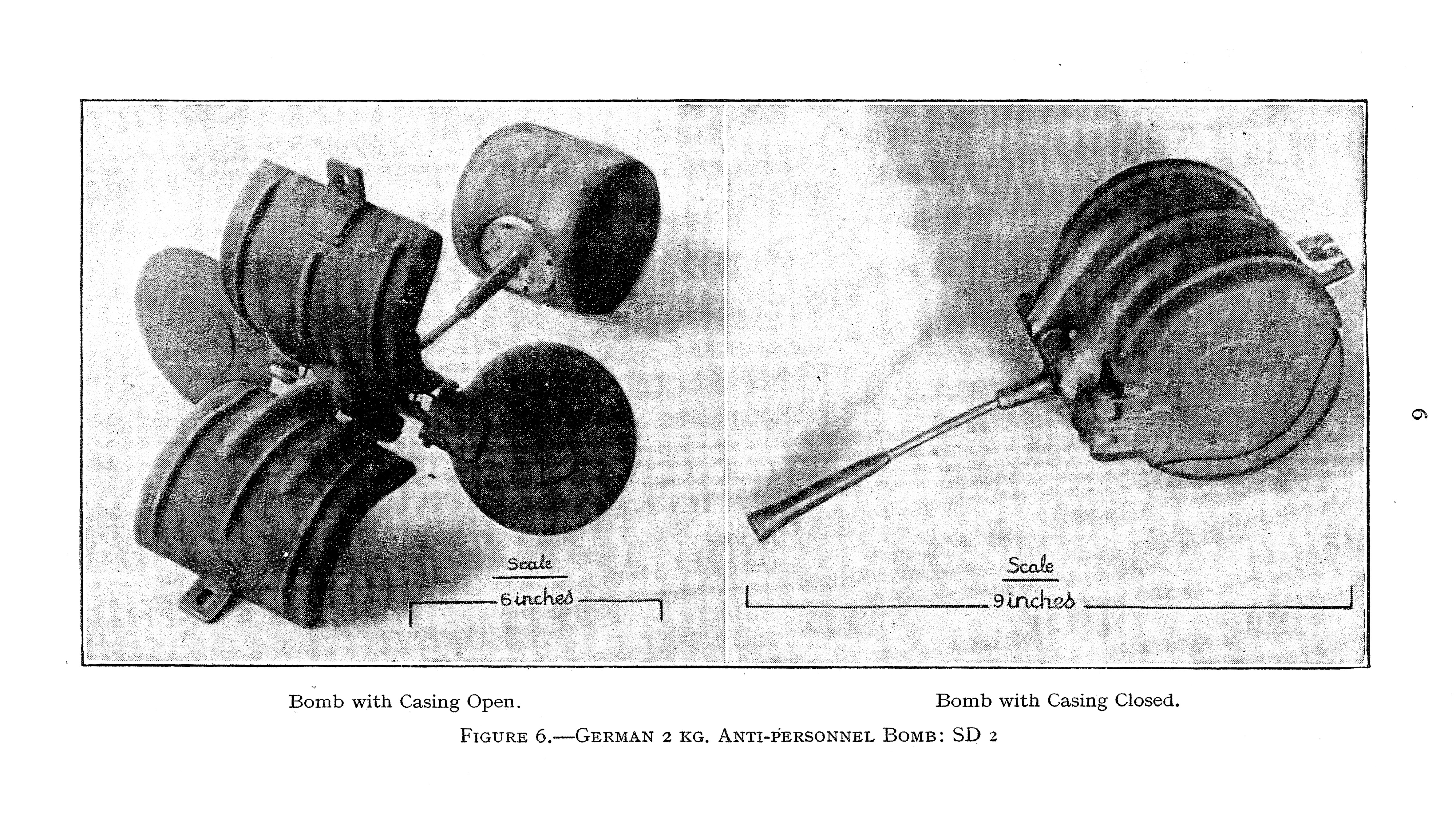
Уламковий бойовий елемент SD 2 німецьких касетних боєприпасів

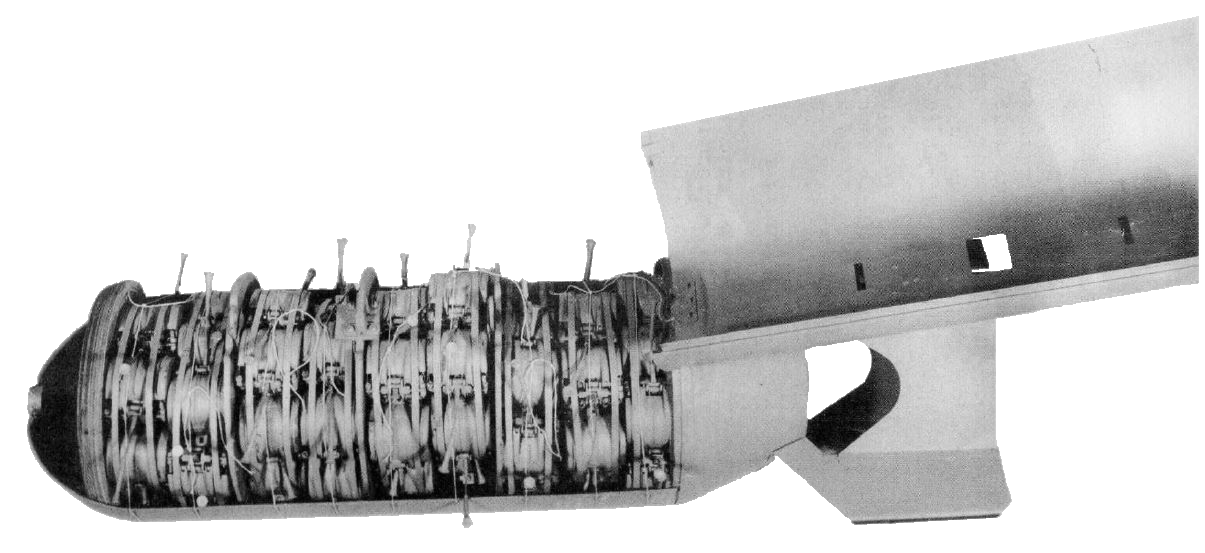
Американська касетна авіабомба M29 споряджена 90 бойовими елементами M83 — точна копія німецького SD 2

Радянський Союз вдався до використання касетних авіабомб іще в ході «Зимової війни» проти Фінляндії взимку 1939—1940 року. Там авіабомби РРАБ-3 споряджені запалювальними бойовими елементами отримали народну назву Хлібний кошик Молотова.
Нацистська Німеччина інтенсивно застосовувала касетні авіабомби з уламковими бойовими елементами SD 2 (так званий «Метелик» або «метеорна бомба») в битві за Британію та операції «Барбаросса». Вперше Люфтваффе скинуло ці бомби 28 жовтня 1940 року над Іпсвічем. 13 та 14 червня 1943 року близько трьох тисяч таких боєприпасів було скинуто на міста Грімсбі та Кліторпс разом з багатьма унітарними запалювальними та фугасними авіабомбами. Авіаналіт забрав життя 163 жертв, а нерозірвані бойові елементи знаходили і через десятиліття по завершенню війни. Тогочасна військова цензура заборонила поширення інформації про це бомбардування.
Вже в перший день Німецько-радянської війни касетні боєприпаси з бойовими елементами SD 2 відіграли важливу роль: Люфтваффе скористалось ними та важчими унітарними авіабомбами SD 10 для знищення літаків радянської авіації на землі. Тоді було знищено близько двох тисяч радянських літаків при втрачених німцями 35 літаків (15 з них були втрачені через небойові причини — в основному, через нештатне спрацювання бойових елементів, які розкидали безпосередньо з бомбових відсіків) Щонайменше один Ju 88 з першої хвилі був знищений внаслідок скинутої іншим літаком SD 2.
Надалі Люфтваффе застосовувало SD 2 проти радянської піхоти, позицій артилерії, транспортних колон та інших неброньованих цілей. Зокрема, Гітлер покладав велике значення на застосування SD 2 при плануванні облоги Севастополя.
Тим не менш, у серпні-вересні 1941 року радянська авіація здійснила низку авіаударів по Берліну із використанням, зокрема, унітарних ФАБ-250, ФАБ-500 та касетних РРАБ-3.
Американці створили точну копію німецького бойового елемента — M83, яким споряджали касетні авіабомби M28 та M29. Ці боєприпаси застосовували як протягом Другої світової війни, так і під час війни в Кореї та В'єтнамі.

### Війна в Перській затоці
Під час операції «Буря в пустелі» в 1991 році Сполучені Штати та союзники (Франція, Саудівська Аравія, Велика Британія) скинули понад 61000 касетних авіабомб з близько 20 мільйонами касетних бойових елементів. Точна кількість використаних касетних реактивних снарядів невідома, однак, за оцінками, було розкидано близько 30 мільйонів касетних бойових елементів типу DPICM.
В зону проведення операцій «Щит пустелі» та «Буря в пустелі» було доправлено близько 30 тисяч касетних артилерійських снарядів M864 типу DPICM, однак через брак підтримки програмним забезпеченням системи управління вогнем батареї (англ. Battery Computer System, BCS) в бойових діях використані вони не були.
Операція «Буря в пустелі» стала бойовим хрещенням для оперативно-тактичних ракет ATACMS з касетною бойовою частиною. Всього протягом війни було використано 32 ракети ATACMS Block I для виконання 24 бойових задач (зокрема, придушення систем протиповітряної оборони, ураження місць можливого перебування ворожих пускових, тощо).

### Перша російсько-чеченська війна
3 січня 1995 року російські військові літаки скинули 18 касетних бомб на об'єкти в місті Шалі. Спершу бомби вразили придорожній ринок, потім автозаправку та лікарню, в якій лікували як цивільних, так і поранених полонених російських солдат.
Потім літаки розстріляли мусульманське кладовище, школу та колгосп.
Відомо про щонайменше 55 загиблих (серед них — п'ятеро лікарів), та 186 поранених. За оцінками омбудсмена при Президентові Росії, кількість загиблих перевищила 100 чоловік. Жодних воєнних цілей під час атаки в місті не було.

### Російсько-грузинська війна

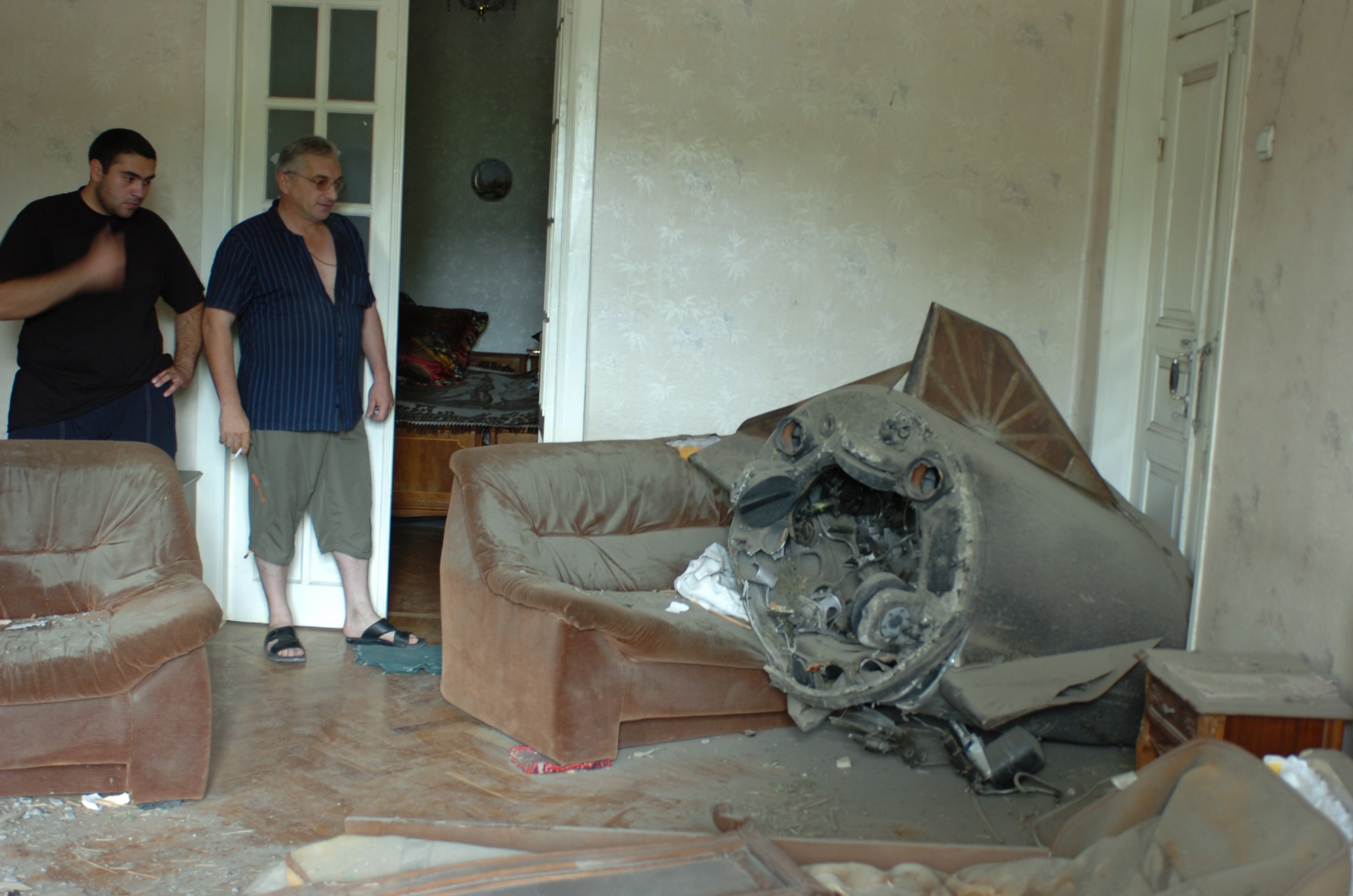
Хвостова частина балістичної ракети комплексу 9К720 Искандер в Ґорі, 25 серпня 2008 року

Під час російсько-грузинської війни в серпні 2008 року обидві країни застосовували касетні засоби ураження. Грузинський уряд визнав застосування касетних засобів ураження, але тільки по військових об'єктах за межами населених пунктів. Зокрема, Збройні Сили Грузії застосовували РСЗВ LAR-160 з ракетами MK4 LAR 160 (містять бойові елементи M-85) з максимальною дальністю до 45 км.
Натомість росія категорично заперечувала застосування касетних засобів ураження попри наявні докази їхнього застосування. Правозахисна організація Human Rights Watch звинуватила російські повітряні сили у застосуванні РБК-250 над населеними пунктами.
12 серпня 2008 року російські військові обстріляли місто Ґорі балістичними ракетами з касетною бойовою частиною оперативно-тактичного ракетного комплексу 9К720 Искандер. Удар припав на місцевий ринок, загинуло 10 чоловік, серед них — журналіст данського телеканалу RTL.

### Російсько-українська війна

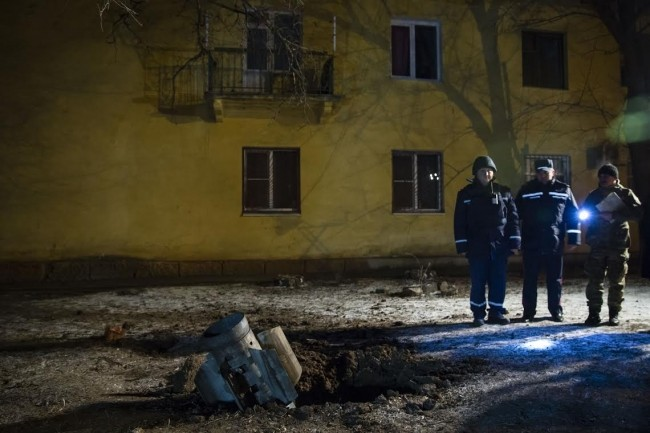
Корпус реактивного снаряда до БМ-30 «Смерч» після обстрілу Краматорська, 2015 рік

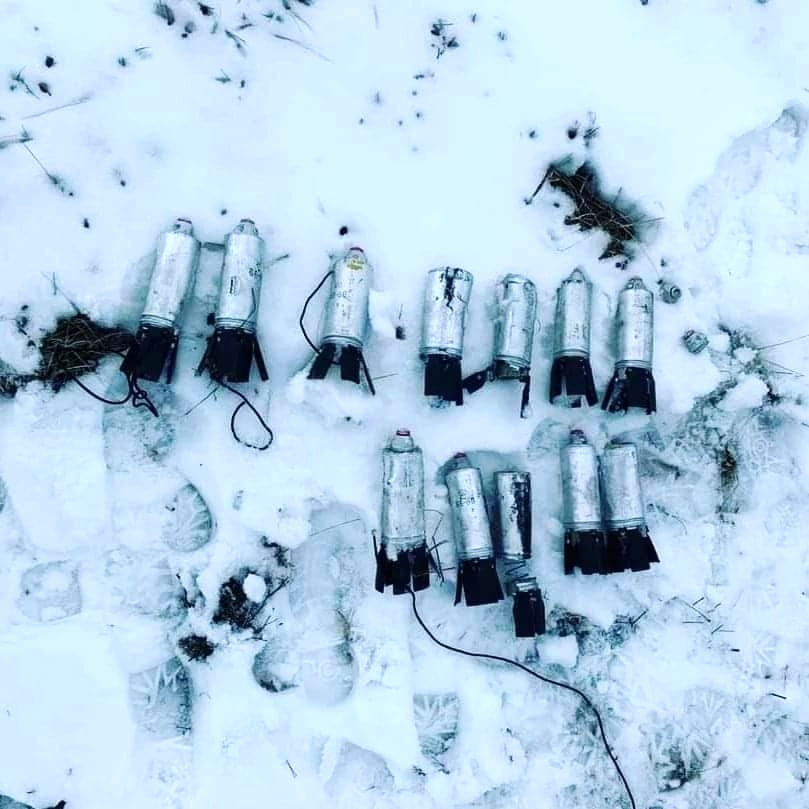
Зібрані піротехніками ДСНС для безпечного знищення касетні бойові елементи після російського обстрілу міста Харків, 2022 рік

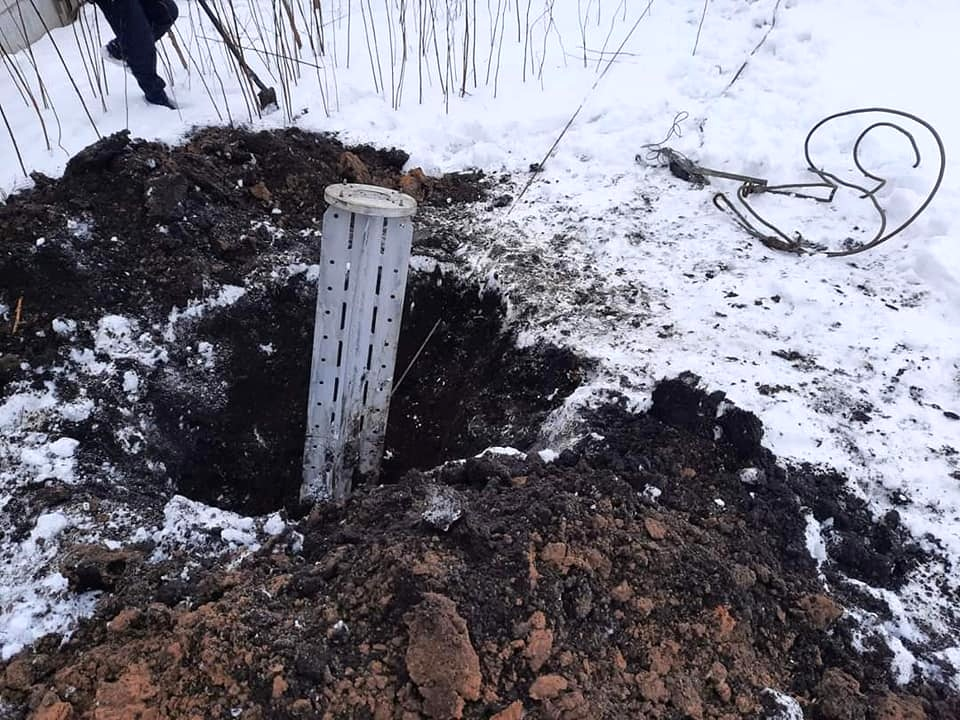
Залишки касетного реактивного снаряда після обстрілу міста Харків, 2022 рік

Ані Україна, ані Росія не підписували та, відповідно, не приєднувались до Конвенції про касетні боєприпаси. Країни-члени НАТО також не виробили єдиної політики з передачі касетних засобів ураження Україні для відбиття російського вторгнення, тому кожна країна ухвалювала відповідне рішення окремо (наприклад, через дефіцит унітарних артилерійських снарядів Сполучені Штати вирішили в липні 2023 року передати певну кількість снарядів M864).
Так, наприклад, Управління воєнного співробітництва міністерства оборони США в 2011 році заборонило експорт чи передачу як допомоги касетних боєприпасів з рівнем відмови бойових елементів 1 % окрім випадків, коли такі боєприпаси будуть використані по чітко визначених військових цілях за межами населених пунктів й без ризику для цивільного населення.
Навіть у «гібридній» фазі війни російські військові неодноразово застосовували некеровані реактивні снаряди з касетною бойовою частиною для обстрілів українських військових та цивільного населення (див. Обстріли території України російською армією (2014)). Так, наприклад, 10 лютого 2015 року касетними снарядами від БМ-30 «Смерч» обстріляли краматорське летовище. Частина касети була розкидана над житловими кварталами міста. Внаслідок обстрілу загинули 17 людей, з яких 9 — військові Збройних сил України. Поранено 64 особи, серед яких 5 дітей та 15 військовослужбовців.
У січні 2021 року в лісосмузі неподалік селища Вовкодаєве Щастинського району знайшли фрагмент касетного боєприпасу реактивної системи залпового вогню «Смерч». За попередньою версією слідства, засоби ураження залишилися після ракетного обстрілу позицій українських військових у районі селищ Побєда та Дмитрівка. Також були виявлені бойові елементи 9Н235 від реактивних снарядів з касетною бойовою частиною, наприклад, 9М55К від РСЗВ «Смерч» (який містить 72 таких елементи).
Касетні боєприпаси мали широке застосування під час повномасштабного російського вторгнення з лютого 2022 року. Вже в перший день, 24 лютого 2022 року випущена російськими військовими балістична ракета 9М79 (для комплексу «Точка-У») з бойовою частиною 9Н123, в якій міститься 50 осколково-фугасних бойових елементів 9Н24 була випущена по місту Вугледар (Донецька область). Розкидані поблизу місцевої лікарні бойові елементи вбили чотири та поранили десять цивільних осіб. Також ракетами комплексу «Точка-У» з касетними бойовими частинами було обстріляно залізничний вокзал в Краматорську, де перебувало близько 4000 охочих евакуюватись людей.
За даними Amnesty International, російські військові застосували касетні боєприпаси БМ-27 «Ураган» при атаці на місто Охтирка вранці 25 лютого 2022 року. Касетні бойові елементи впали на місцевий дитячий садок. Серед вбитих була і дитина.
Вже в перший місяць повномасштабної навали російських загарбників оглядачами ARES задокументували застосування касетних бойових елементів 3Б30 (зокрема, в Чорноморському, 3-Б-30, також мають позначення на корпусі АДП77), 9Н235, 9Н210, 9Н24 та ПТАБ-1М. Крім того, російські загарбники використали й порівняно новітню систему 9К515 «Торнадо-С» з керованим касетним реактивним снарядом серії 9М54 (імовірно 9М544), зокрема, при обстрілі міста Покровськ Донецької області 3 березня 2022 року.
Зафіксовано і застосування російських балістичних ракет з касетною бойовою частиною ОТРК «Іскандер-М», зокрема 9 березня 2022 року в м. Краматорську. Ракету збила українська ППО, хвостова частина комплексу впала на територію станції Шпичкине у смт Ясногірка.
29 квітня 2024 року, за повідомленням Генерального прокурора України, РФ здійснила удар по місту Одесі балістичною ракетою з касетною бойовою частиною ОТРК «Іскандер-М». Загинуло 5 людей, ще 32 особи дістали поранення, з них 25 було ушпиталено. У Силах оборони України заявили, що внаслідок атаки пошкоджень зазнали 20 житлових будинків та об'єктів інфраструктури, пошкоджено 25 автомобілів.
Росія мала в арсеналі й дозвукові крилаті ракети з касетною бойовою частиною Х-59, а в червні 2024 року касетні бойові частини з'явились й у ракет Х-101.
Україна отримувала касетні боєприпаси як допомогу від країн-партнерів (зокрема, були повідомлення про отримання касетних боєприпасів від Туреччини, а з липня 2023 року США офіційно передавали 155-мм артилерійські снаряди M864). У липні 2023 року представник України повідомив ОБСЄ, що Сили оборони України застосовують касетні боєприпаси виключно в районах зосередження російських військ на тимчасово захоплених територіях, ретельно фіксуючи всі випадки. У вересні 2023 року Український арсенал касетних засобів ураження поповнили ракети ATACMS з касетними бойовими частинами спорядженими бойовими елементами M74.
Україна також зверталась до США з проханням передати касетні авіаційні бомби Mk-20 Rockeye II (CBU-100) заради вилучення з них касетних бойових елементів Mk 118 для оснащення ними безпілотних літальних апаратів (як скидів, так і «камікадзе»). Відомі випадки кустарного перероблення в польових умовах касетних артилерійських снарядів M483A1 з метою вилучення бойових елементів для використання як скидів з квадракоптерів.

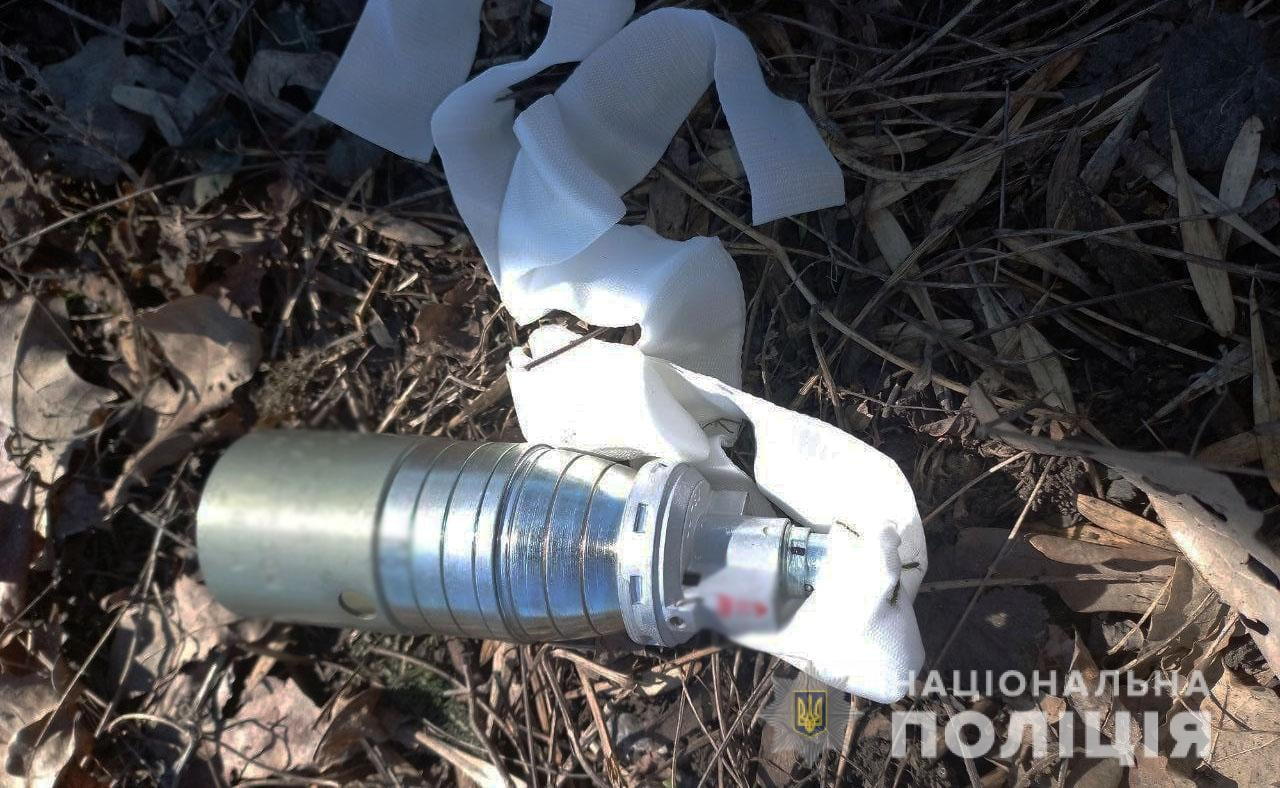
Кумулятивно-осколковий 3Б30
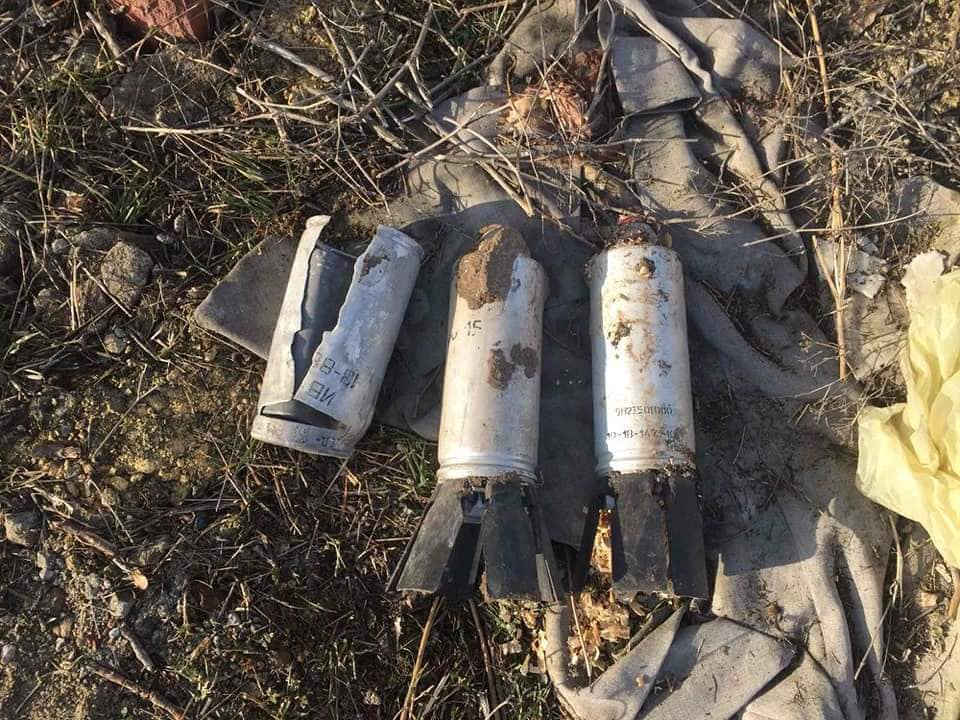
Осколково-фугасний 9Н235 ззовні майже не відрізняється від 9Н210
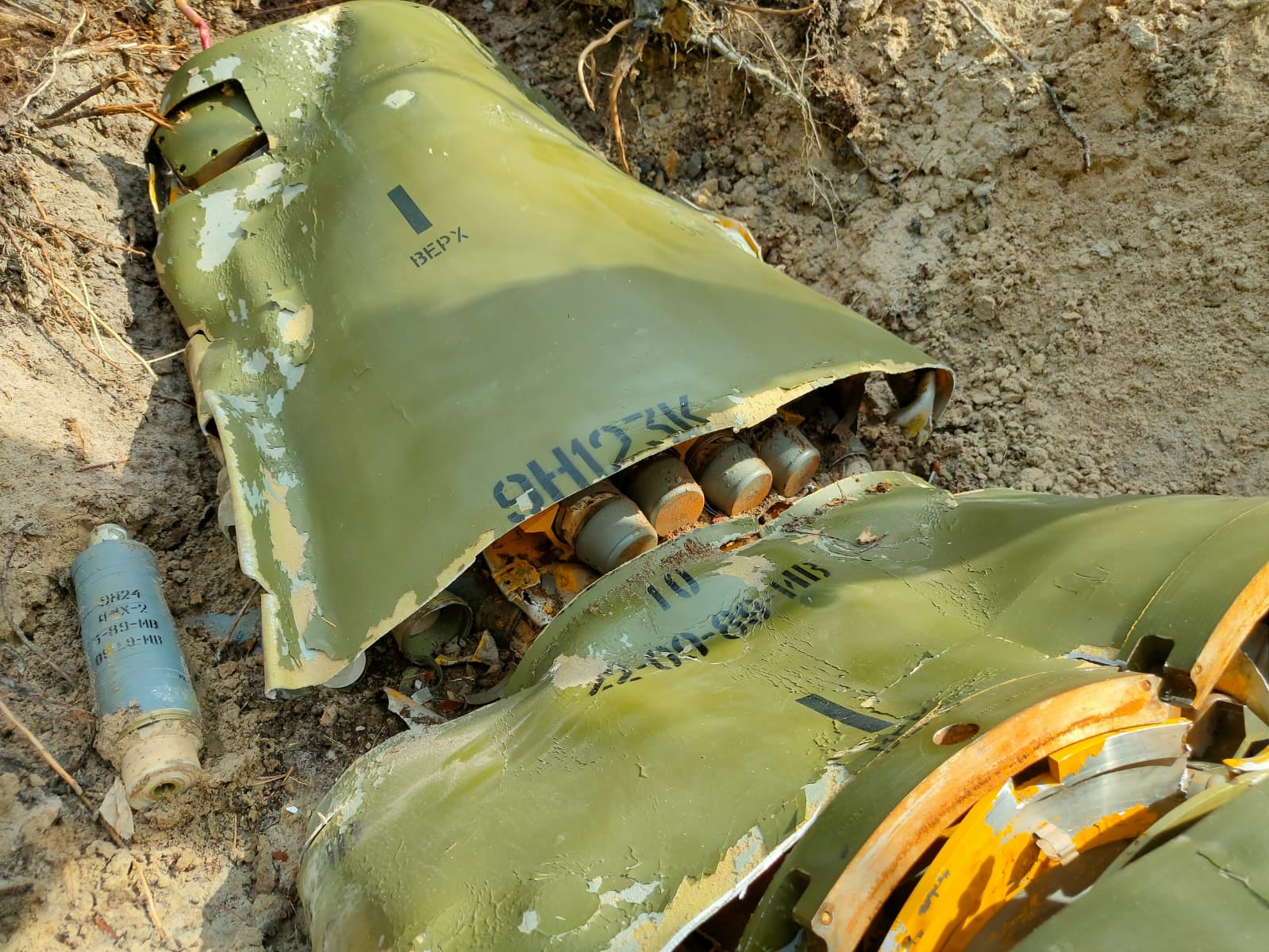
Осколково-фугасний 9Н24 та касетна бойова частина 9Н123К тактичного ракетного комплексу «Точка-У»
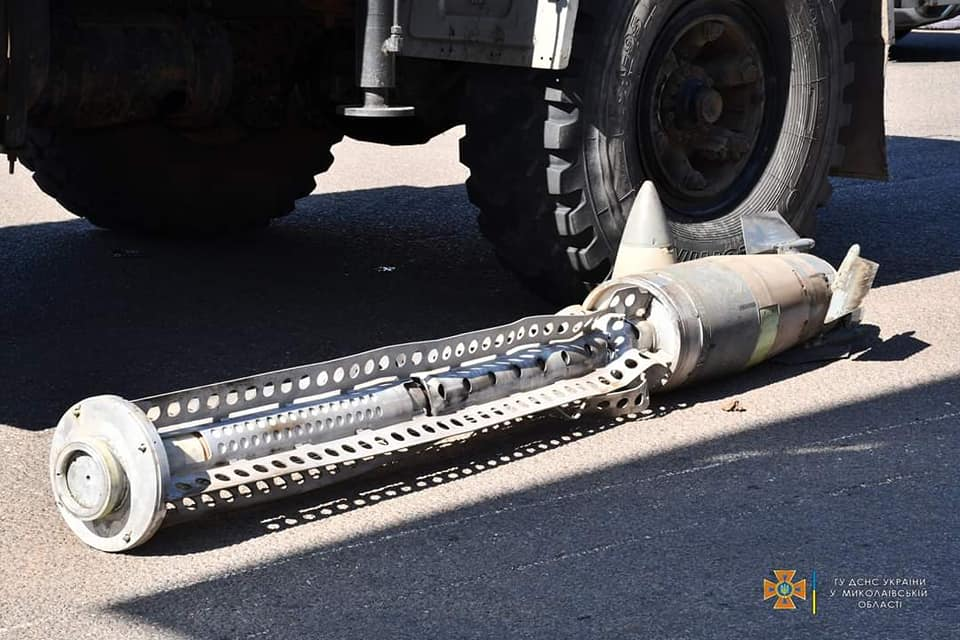
Касетна бойова частина керованого реактивного снаряда 9М544 системи «Торнадо-С»
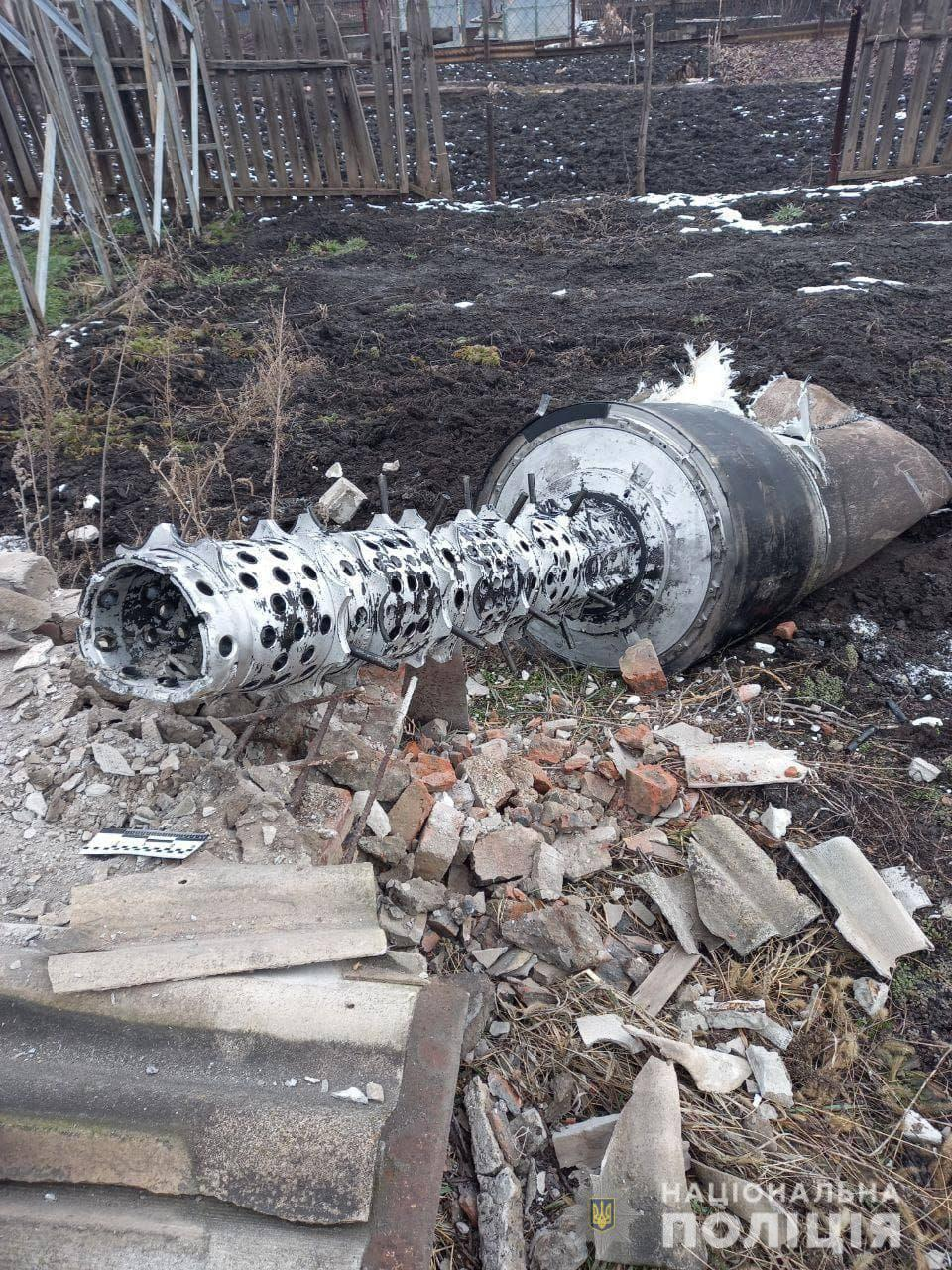
Касетна бойова частина балістичної ракети комплексу «Іскандер-М»
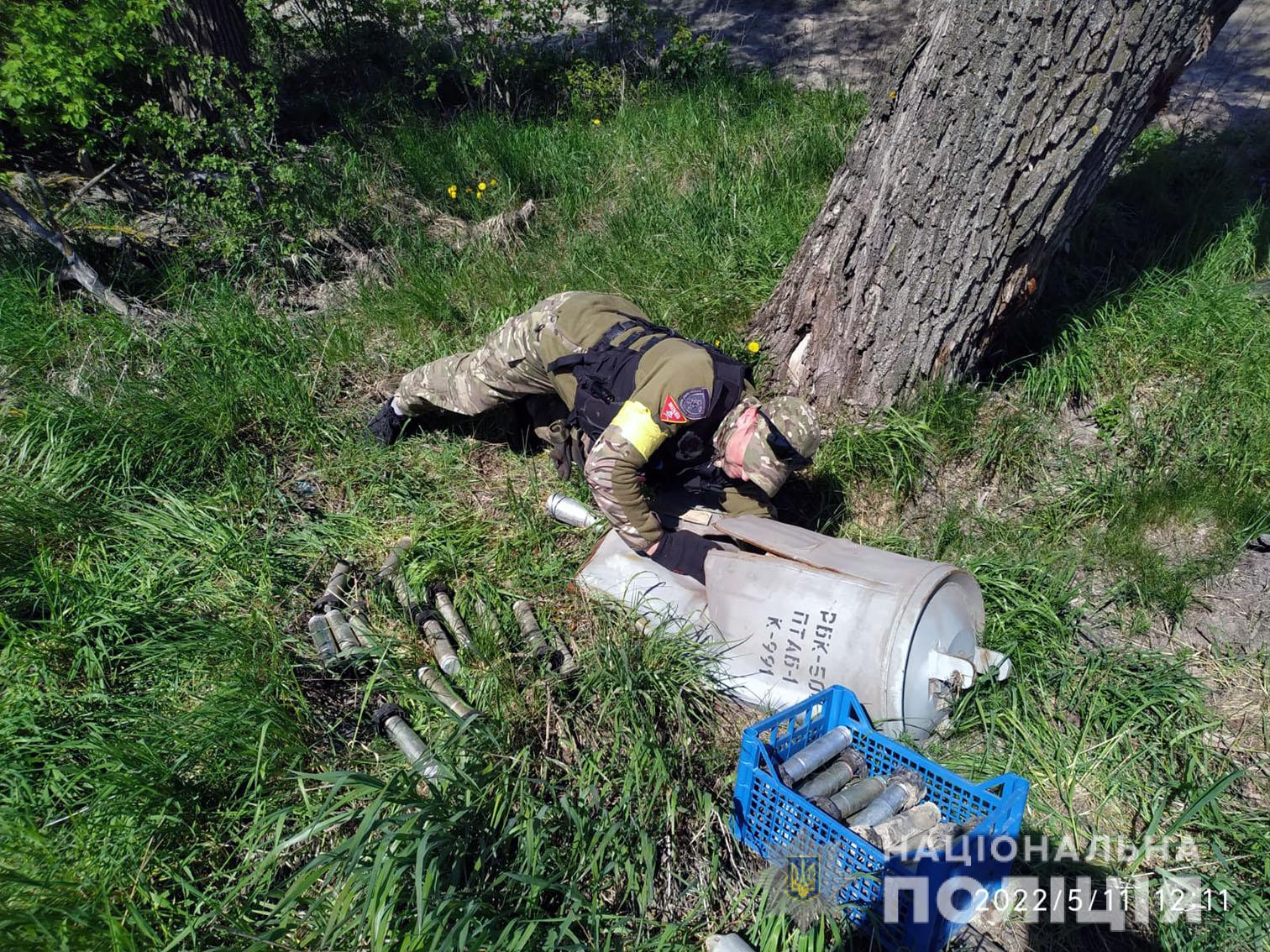
Касетна авіаційна бомба РБК-500 ПТАБ-1М

## Загроза мирному населенню

### Кількість загиблих
Єдина організація, що докладає зусиль із підрахунку поранених та вбитих від касетних бомб, — Міжнародні інваліди (Handicap International). За даними звіту 2006 року, що робився на підставі досліджень 24 країн, були налічені 11000 документально засвідчених жертв і 98 % з котрих належали до мирного населення. За даними цієї організації по цілому світі загальна кількість жертв може сягати понад 100 000.
«Касетні бомби застосовувались у 21 країні світу, — стверджує генеральний директор бельгійського відділення Міжнародних інвалідів, — за попередніми підрахунками, 33 мільйони снарядів, що не розірвались і знаходяться зараз в землі».
Життя більш ніж 10 тисяч осіб на планеті за останні 30 років забрали касетні бомби. Дуже часто їх жертвами стають діти.
Лише на Дніпропетровщині станом на початок квітня 2022 року від несправних касетних бойових елементів загинуло четверо осіб.

### Де застосовувались касетні бомби
| - Албанія - Афганістан - Боснія і Герцеговина - В'єтнам - Еритрея - Ефіопія - Західна Сахара - Ізраїль | - Ірак - Камбоджа - Кувейт - Лаос - Ліван - Лівія - Пакистан - Саудівська Аравія - Сербія (в тому числі і Косово) | - Сирія - Судан - Сьєра Леоне - Таджикистан - Хорватія - Чад - Чечня - Чорногорія - Україна |

Активно касетні бомби використовувалися в Іраку, Косово, Афганістані, Лівані. Американці застосовували касетні бомби під час військового конфлікту в Югославії в 1999 році і війни в Афганістані в 2001 році. За оцінками ООН, Ізраїль скинув більш як чотири мільйони таких бомб у південній частині Лівану під час збройного конфлікту в 2006 році. За даними ООН, найчастіше від мін, що не розірвалися, які були упаковані в касетні бомби, страждають мирні жителі й особливо діти, яких приваблює яскраве забарвлення боєприпасів. У квітні 2011 р. касетні бомби використовувались урядовими військами Муаммара Каддафі у внутрішньому лівійському конфлікті проти повстанців та цивільного населення міста Місурата.
11 березня 2022 року Організація Об'єднаних Націй заявила, що отримала докази використання Росією касетних боєприпасів у Вугледарі та Харкові.
4 квітня 2022 року запущені російськими загарбниками касетні реактивні снаряди розкидали бойові елементи над житловими районами міста Миколаїв, внаслідок чого загинуло кілька містян на зупинці громадського транспорту та пасажирів маршрутного таксі. Це не єдиний у Миколаєві випадок загибелі цивільних осіб внаслідок удару касетними снарядами. Так, наприклад, 13 березня 2022 року внаслідок обстрілу загинуло дев'ятеро осіб.

## Конференція у Дубліні
У 2008 році у Дубліні на міжнародній конференції досягнута угода про заборону використання касетних бомб. Дипломати більш ніж зі 100 країн — учасниць конференції домовилися про проєкт угоди, який покликаний зупинити поточне виробництво касетних бомб і вилучити цей вид озброєння з арсеналів.
Згідно з угодою всі запаси касетних бомб повинні бути знищені протягом 8 років.
Тим часом, поточний проєкт угоди допускає можливість розробки майбутнього покоління «гуманніших» касетних бомб з меншим радіусом поразки і механізмом самознищення.